# Qin Guorong
Qin Guorong (en chino, 秦国荣; Shanghái, China; 4 de mayo de 1961) es un exfutbolista de China que jugaba en las posiciones de centrocampista y delantero.

## Carrera

### Club
| Periodo   | Club                         |
| --------- | ---------------------------- |
| 1979–1987 | Shanghai Shenhua             |
| 1989–1992 | San Francisco Bay Blackhawks |

### Selección nacional
Jugó para China en 16 partidos entre 1983 y 1986 anotando tres goles, logró el subcampeonato de la Copa Asiática 1984 y participó en los Juegos Asiáticos de 1986.

## Logros
- American Professional Soccer League: 1

1991